# Max Herchenröder
Max Herchenröder (* 2. Mai 1904 in Laboe; † 25. August 1987 in Pfungstadt) war ein deutscher Kunsthistoriker und Denkmalpfleger.

## Leben
Herchenröder wurde als Sohn eines Architekten und einer zu Reichtum gekommenen Krankenschwester geboren. Er hatte zwei Brüder, Jan Herchenröder, Feuilletonist und Schriftsteller, sowie Karl Heinrich Herchenröder, Chefredakteur und Mitherausgeber des Handelsblattes.
Herchenröder studierte Chemie und Naturwissenschaften, Nationalökonomie, Rechtswissenschaften und Kunstgeschichte in Gießen. Während seines Studiums wurde er 1923 Mitglied der Burschenschaft Germania Gießen. 1929 wurde er in Frankfurt am Main zum Dr. phil. mit einer Arbeit über fränkische Barockarchitektur promoviert.
Er arbeitete als Denkmalpfleger und legte durch seine Arbeit einen Grundstein für die hessische Denkmalpflege. Nach dem Zweiten Weltkrieg machte er sich um den Wiederaufbau Darmstadts verdient. Ab 1947 war er Mitbegründer des „Vereins der Förderer der Künstlerkolonie“ und gründete den Verein für Ortsgeschichte „Alt-Darmstadt“ nach dem Zweiten Weltkrieg erneut mit. Von 1948 bis 1952 war er als Geschäftsführer des „kulturellen Arbeitsausschusses“ der Stadt Darmstadt tätig.
Mit der Bestandsaufnahme der erhaltenswürdigen Bauwerke und Denkmäler vor allem in Südhessen schuf er eine Basis für die Denkmalpflege in Hessen. 
Max Herchenröder erhielt 1954 als erster Denkmalpfleger die Amtsbezeichnung Landeskonservator. Von 1966 bis 1983 war er Geschäftsführer der Darmstädter Sezession, dessen Mitglied er schon seit 1954 war.

## Ehrungen
- 2. Mai 1974: Johann-Heinrich-Merck-Ehrung

## Veröffentlichungen (Auswahl)
- Joseph Greissing als Vorarlberger Baumeister. Ein Beitrag zur fränkischen Künstlergeschichte. Dissertation Universität Frankfurt am Main 1929, Darmstadt 1934.
- Gemeinsam mit Friedrich Behn: Die Kunstdenkmäler des Landkreises Dieburg. In der Reihe: Die Kunstdenkmäler in Hessen. Darmstadt 1940.
- Gemeinsam mit Wolfgang Einsingbach, Helmut Schoppa, Heino Struck: Der Rheingaukreis. In der Reihe: Die Kunstdenkmäler in Hessen. Deutscher Kunstverlag, München/Berlin 1965.
- Führer durch die Stadtkirche Babenhausen. Babenhausen 1966.
- Gedichte, Texte, Zeichnungen. Darmstadt 1970.